# Sanfutan (köpinghuvudort i Kina, Hubei Sheng, lat 30,38, long 113,20)
Sanfutan (kinesiska: 三伏潭, 三伏潭镇) är en köpinghuvudort i Kina. Den ligger i provinsen Hubei, i den centrala delen av landet, omkring 110 kilometer väster om provinshuvudstaden Wuhan. Antalet invånare är 52 571. Befolkningen består av 25 848 kvinnor och 26 723 män. Barn under 15 år utgör 17,0 %, vuxna 15-64 år 70 %, och äldre över 65 år 11,0 %.
Runt Sanfutan är det tätbefolkat, med 613 invånare per kvadratkilometer. Närmaste större samhälle är Henglin, 17,6 km norr om Sanfutan. Trakten runt Sanfutan består till största delen av jordbruksmark.
Genomsnittlig årsnederbörd är 1 462 millimeter. Den regnigaste månaden är maj, med i genomsnitt 197 mm nederbörd, och den torraste är december, med 25 mm nederbörd.